# Pevnost Čembalo
Pevnost Čembalo (rusky Крепость Чембало, italsky Cembalo) je janovská pevnost v sevastopolské Balaklavě na Krymu. V 15. až 18. století se nacházela pod kontrolou Osmanské říše a jmenovala se Balaklava (odtud název této části Sevastopolu). Její pozůstatky stojí na Pevnostní hoře nad Balaklavským zálivem a patří mezi přední pamětihodnosti Balaklavy.

## Historie
Čembalo byla jedna z janovských pevností na Krymu (další byly např. v Sudaku či Jaltě). Založena byla Janovany na území dnešní Balaklavy někdy okolo roku 1343. Přibližně v polovině 14. století byly na hoře Kastron (dnes Pevnostní hora) zbudovány první obranné prvky. Jednalo se o příkop, val a hradbou z dřevěných kůlů ze severu a kamenná věž s bránou na severovýchodě. Pozůstatky těchto obranných prvků se dochovaly na severním svahu. Nicméně roku 1354 pevnost dobyl a vypálil chán Zlaté hordy Džanibek.
Po uzavření mírové dohody byly zbytky pevnosti vráceny do rukou Janovanů a Čembalo bylo vystavěno znovu. Na Pevnostní hoře bylo zbudováno Město Svatého Mikuláše (též Horní město), administrativní centrum, a Město Svatého Jiří (Dolní neboli Vnější město), obehnané třemi liniemi hradeb (ze severovýchodní, západní a jižní strany), v němž žili prostí obyvatelé.
Ve Městě svatého Mikuláše úřadovali dva pokladníci, soudce-vikář, episkop, stařešina, posel a trubači. Posádku pevnosti tvořilo v 15. století 40 střelců (mezi ně se počítal také lazebník, dva trubači a policejní komisař). Vždy nejméně sedm z nich zajišťovalo ochranu Města Svatého Mikuláše.

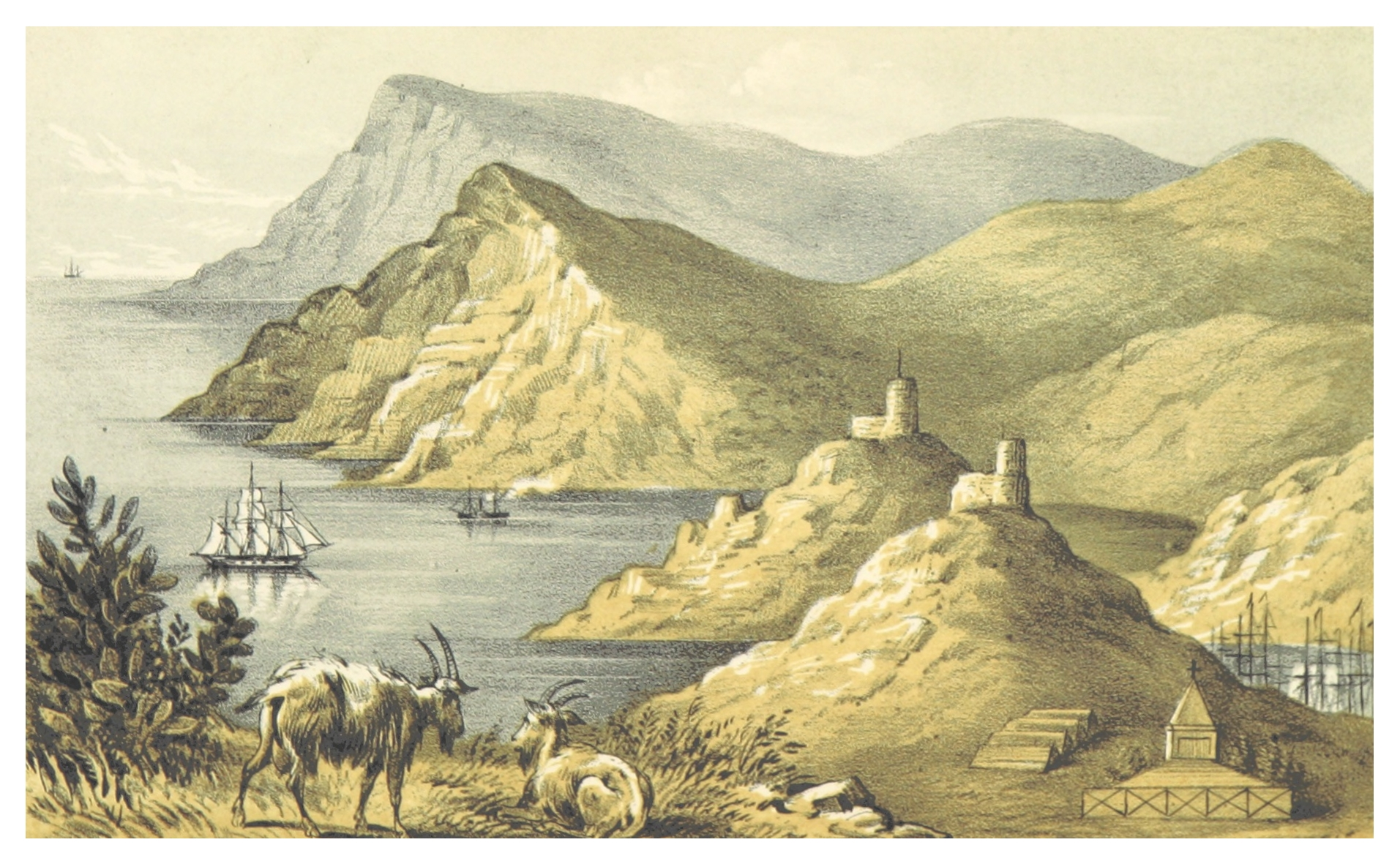
Malba skotského vojáka Jamese Edwarda Alexandera (1857)

Na počátku 15. století se museli čembalští vojáci potýkat s oddíly nedalekého řeckojazyčného knížectví Theodoro. Jeho muži pevnost obsadili roku 1423. Janované však brzy Theodorany vyhnali a naopak obsadili jejich pevnost Kalamita (dnes v Inkermanu). Po této zkušenosti se rozhodli Čembalo lépe opevnit (práce proběhly 1424-1425), nicméně mezi lety 1433-1434 bylo opět obsazeno Theodorany.
V 60. letech 15. století bylo opevnění Města Svatého Jiří přestavěno a na jihovýchodním cípu byla zbudována citadela s mohutnou věží (donžonem), situovaná na jednom z nejvyšších bodů.
Roku 1475 dobyli Čembalo Turci. V pevnosti, která dostala název Balyk-juv (v překladu rybí hnízdo; odtud Balaklava), byla rozmístěna turecká posádka a později zde byli vězněni krymští chánové, kteří se provinili vůči tureckému sultánovi.
Když byl roku 1783 Krym připojen k Rusku, v pevnosti byla umístěna ruská posádka, nicméně v té době se již její vojenský význam vytratil, tak byla záhy zcela opuštěna. Během krymské války se zde nacházel tábor Italů a při bojích byl poškozen donžon. Ještě větší škody však utrpěl v letech 1742 a 1944 při bojích mezi nacisty a Rudou armádou.
Roku 1826 vydal polský básník Adam Mickiewicz sbírku Krymské sonety, kde v básni Ruiny hradu v Balaklavě vyjadřuje své pocity zmaru nad rozvalinami pevnosti Čembalo.
V roce 2008 došlo vlivem silných dešťů ke zřícení asi 1/5 hlavní věže. V roce 2016 začaly práce na projektu rozsáhlé rekonstrukce a částečné dostavby některých zřícených částí pevnosti.

## Galerie

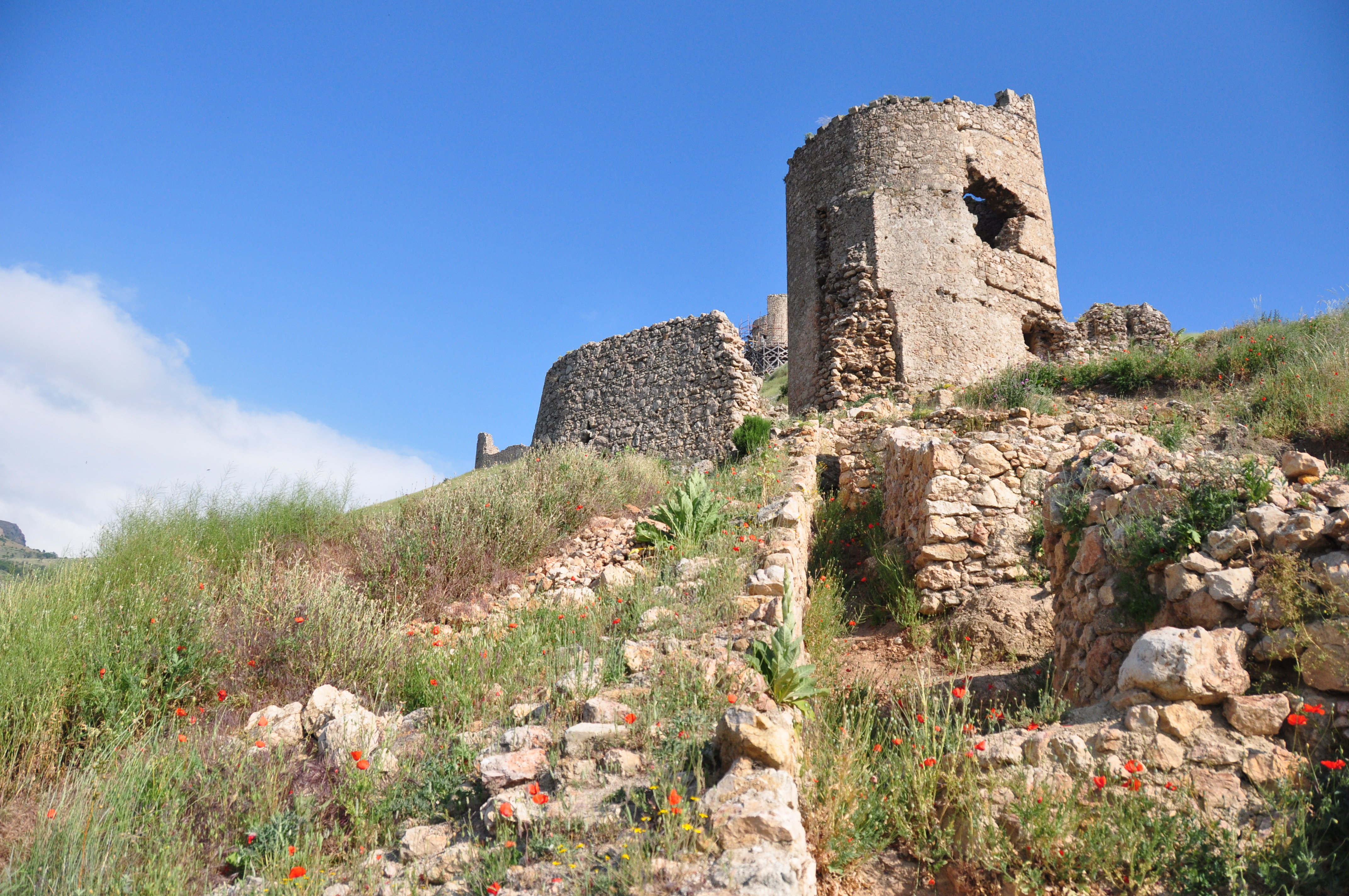
Hlavní věž (donžon)
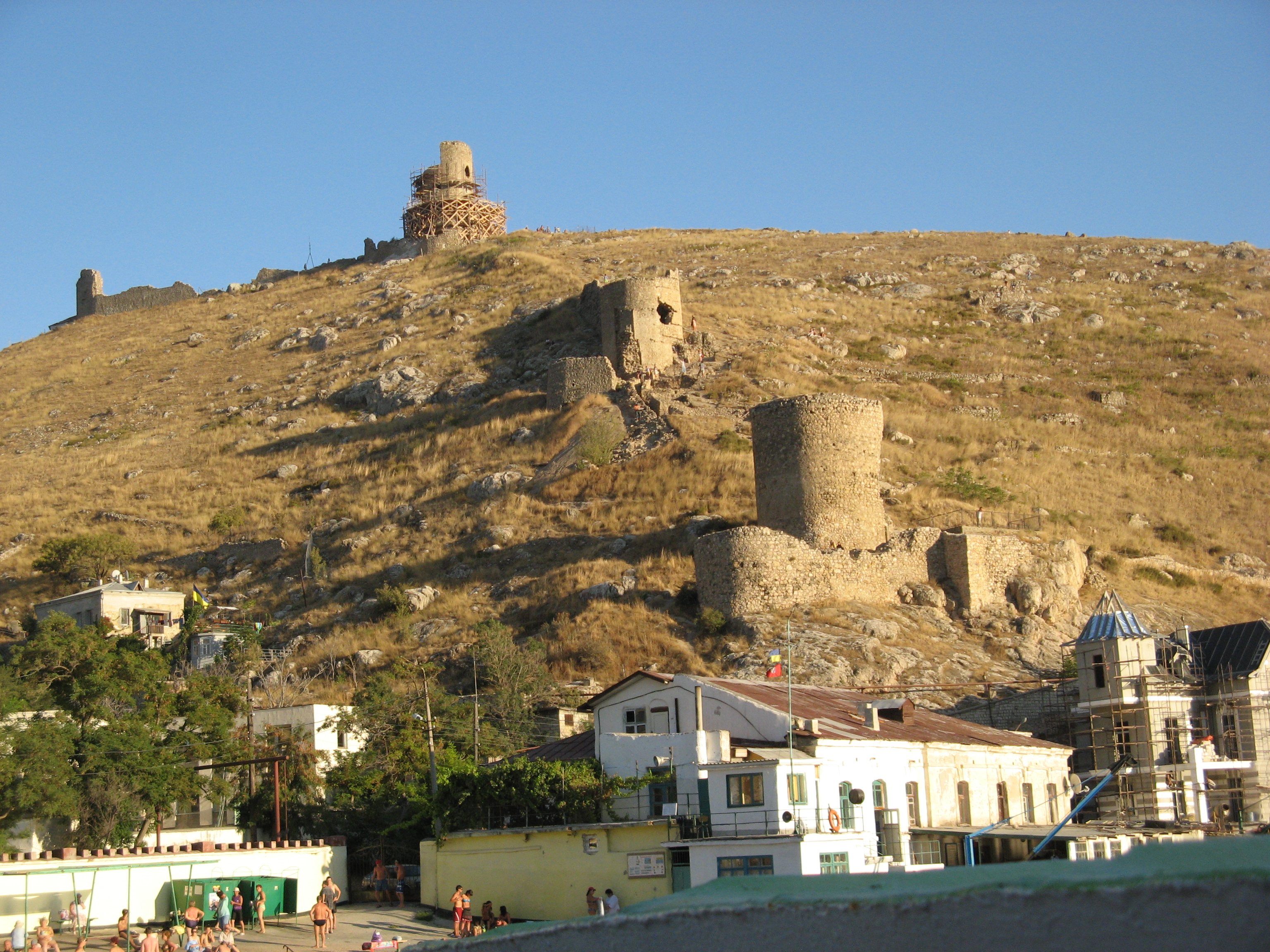
Pohled z Balaklavského zálivu
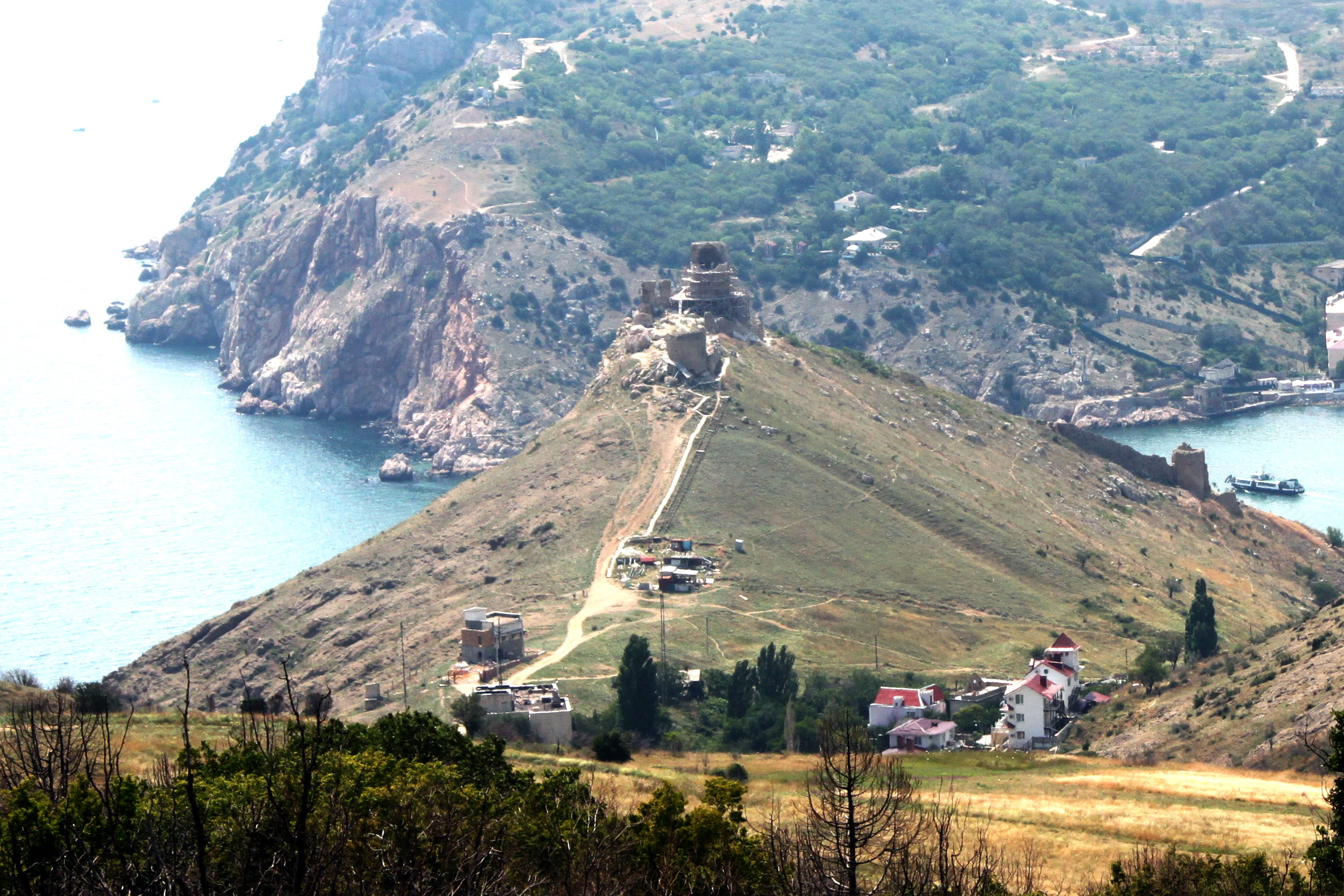
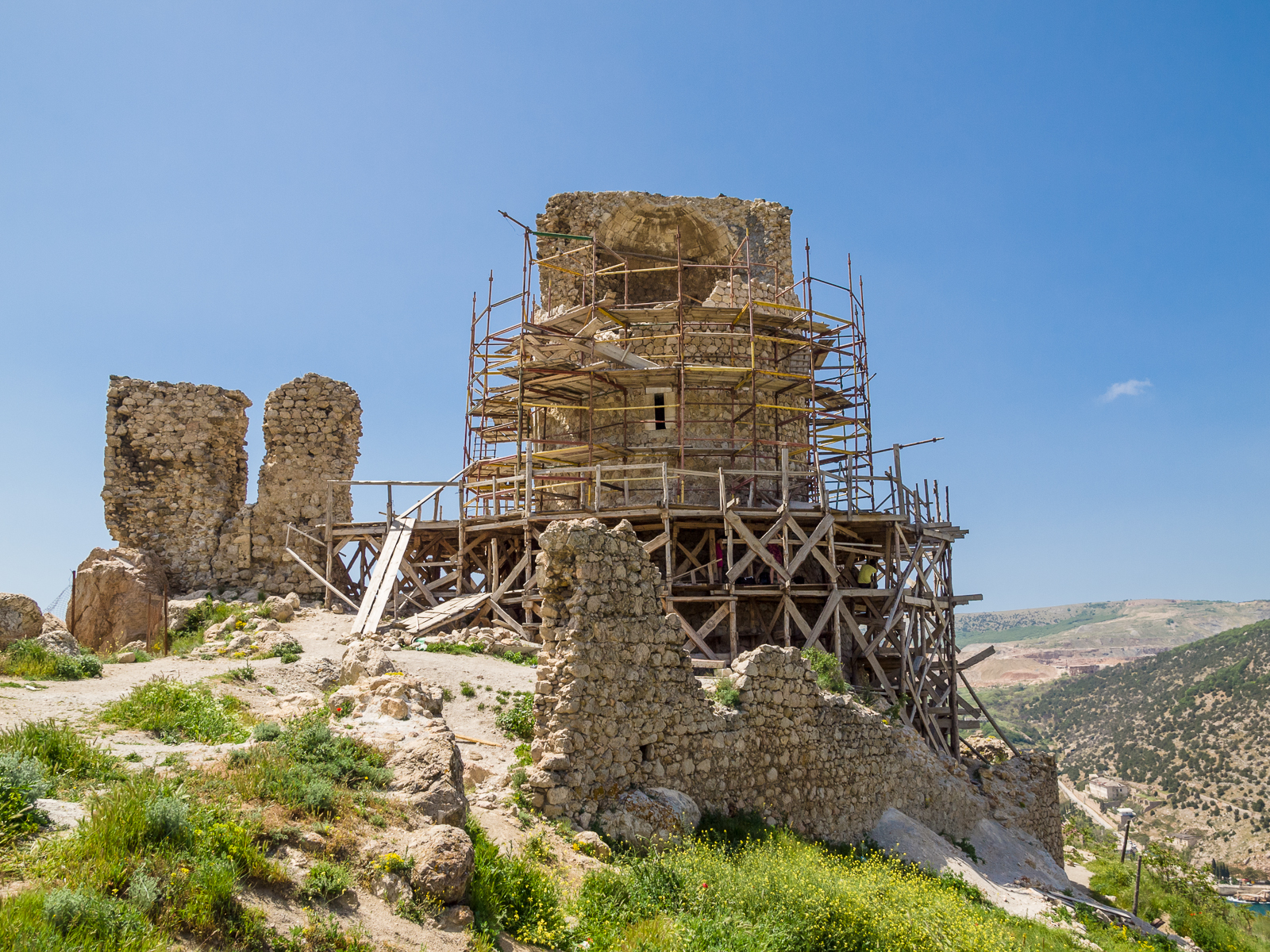
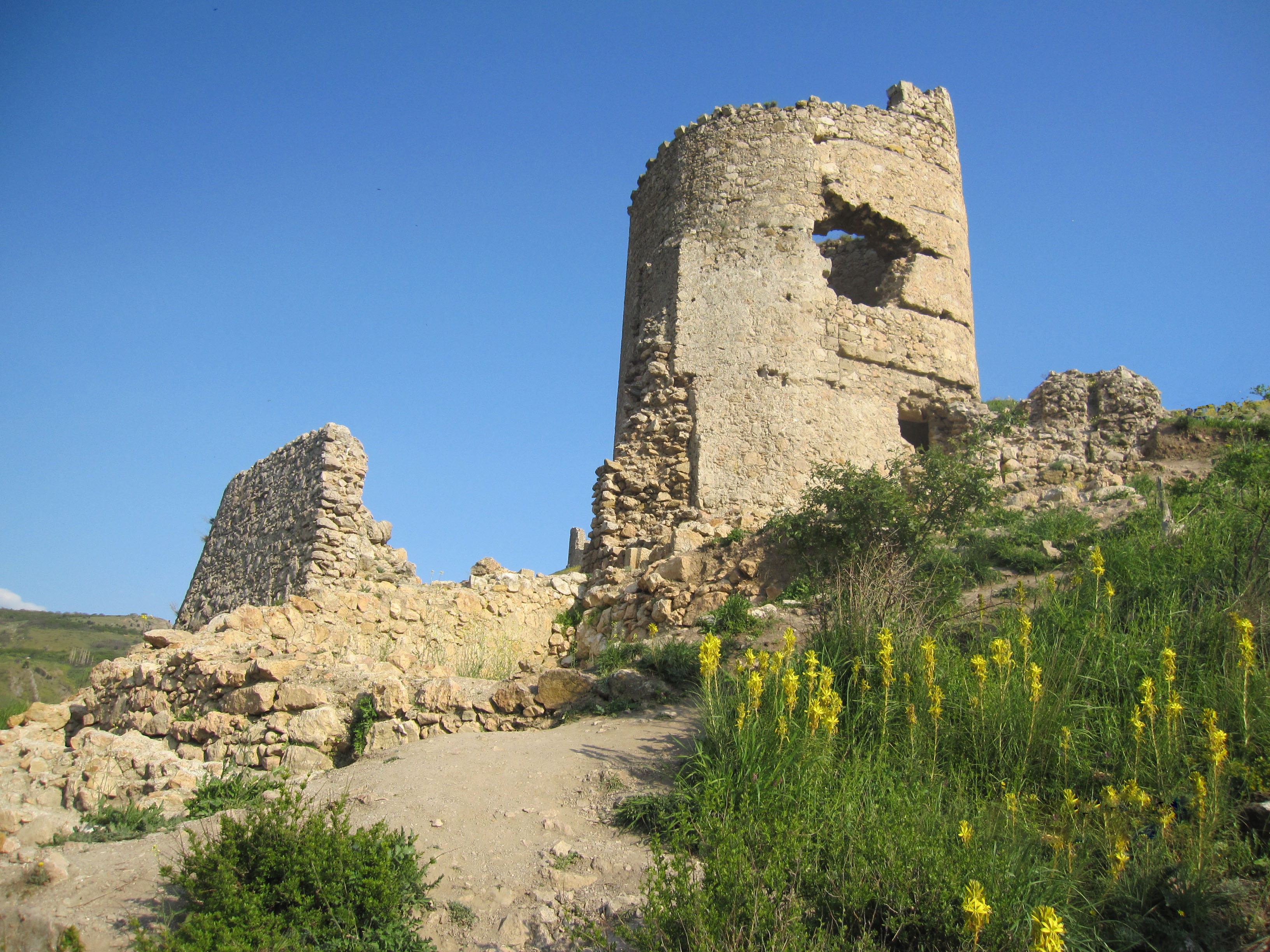
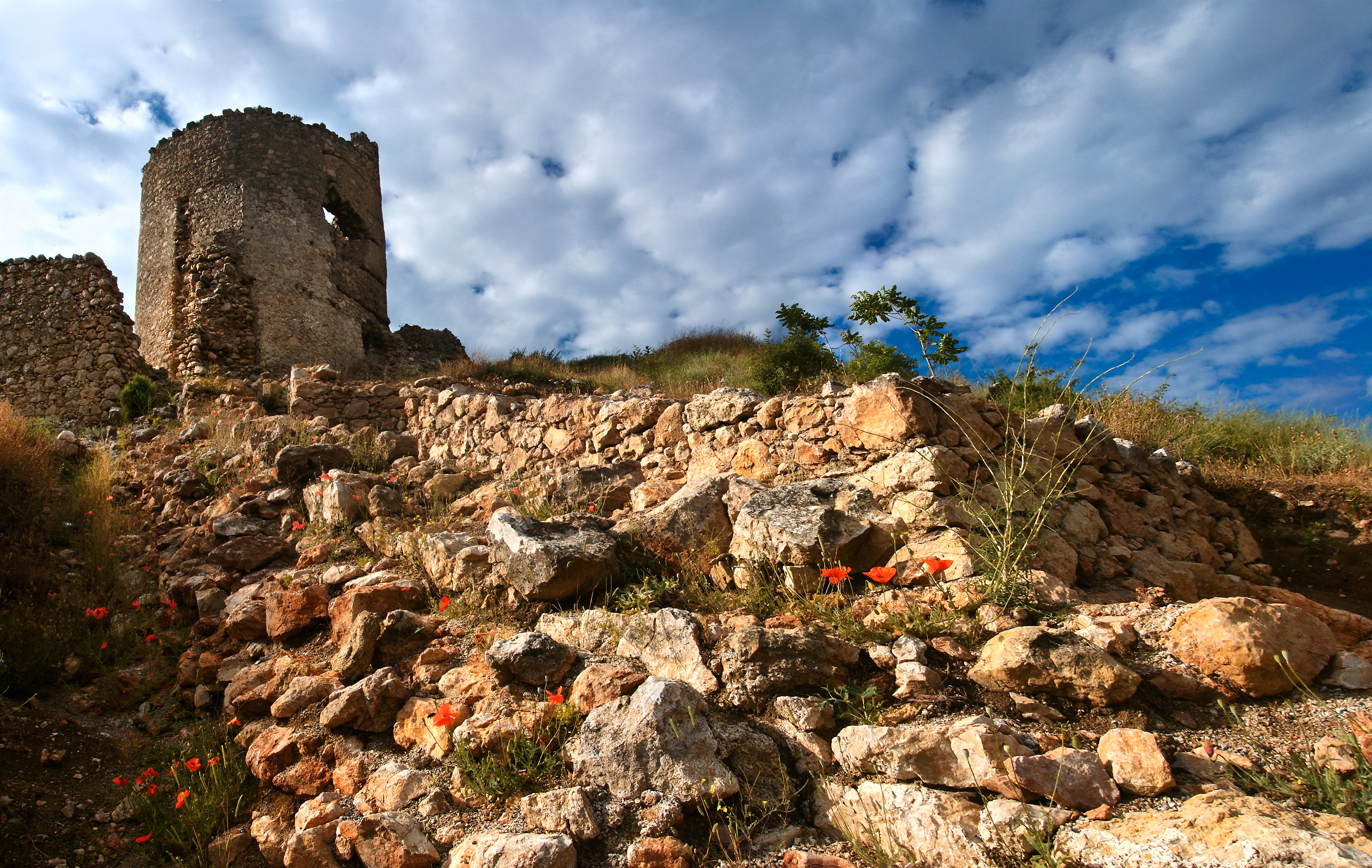